# Margot Duhalde
Margot Duhalde Sotomayor (ur. 12 grudnia 1920 w Río Bueno, zm. 5 lutego 2018 w Santiago) – chilijska pilot w stopniu pułkownika, pierwsza kobieta-pilot w Chile oraz pierwsza kobieta pracująca jako kontroler ruchu lotniczego, jedna z pionierek lotnictwa w Ameryce Południowej, oficer ATA. Przyczyniła się do uznania kobiet w pracy pilota. 

## Życiorys

### Młodość
Urodziła się w Rio Bueno na południu Chile w rodzinie baskijsko-francuskich imigrantów pracujących w rolnictwie. Miała jedenastu braci. Gdy była dzieckiem, na jedno z pól uprawnych jej ojca z powodu awarii spadła awionetka. Wtedy zaczęło się zainteresowanie Duhalde samolotami. 
W wieku szesnastu lat opuściła rodzinny dom z zamiarem zostania lotnikiem. Swoim rodzicom powiedziała, że jedzie do Kanady, aby pracować jako instruktor lotów. Skłamała na temat swojego wieku, aby wziąć udział w kursie pilotażu lotniczego i dołączyła do Chile Air Club. 30 kwietnia 1938 roku zdobyła podstawową licencję. 

### II wojna światowa
W chwili wybuchu II wojny światowej Duhalde zgłosiła się na ochotnika do francusko-chilijskiej grupy. Została przyjęta, a następnie wysłana statkiem do Europy z zamiarem dołączenia do sił Wolnej Francji w charakterze pilota. Przybyła do Liverpoolu w kwietniu 1941 roku. Początkowo została zatrzymana w więzieniu w Londynie na pięć dni jako podejrzana o szpiegostwo. Po zwolnieniu poinformowano ją, że francuskie wolne siły nie przyjmują kobiet do sił lotniczych, a zamiast tego przydzielono ją do prac sanitarnych. Później dowiedziała się, że Royal Air Force jest gotowe przyjąć kobiety jako pilotów i złożyła wniosek o przyjęcie do Pomocniczego Transportu Lotniczego RAF (Air Transport Auxiliary, ATA), organizacji odpowiedzialnej za transportowanie samolotów.
Mimo braku znajomości języka angielskiego została przyjęta i przeszkolona w obsłudze samolotów jedno i dwusilnikowych, produkcji zarówno amerykańskiej jak i brytyjskiej. Całkowite szkolenie ukończyła w lipcu 1942 roku. Początkowo miała również trudności ze zrozumieniem angielskiej nawigacji. W trakcie swej służby miała do czynienia zarówno z samolotami transportowymi, jednopłatowcami, dwupłatowcami, a także myśliwcami i bombowcami. Do końca wojny wykonała ponad 1300 lotów na ok. 900 samolotach pomiędzy 70 bazami. Jako jedna z pierwszych kobiet w ATA awansowała na stopień oficera tej formacji. 
Po zakończeniu wojny latała dla francuskich sił powietrznych jako pierwsza kobieta-pilot, a także w lotnictwie transportowym na terenie Maroka. W 1946 roku Francuzi poprosili ją o przeprowadzenie cyklu prezentacji w Ameryce Południowej, podczas których demonstrowała samoloty francuskiej produkcji, podróżowała m.in. do Urugwaju, Argentyny, Brazylii i Chile.

### Lotnictwo cywilne
W 1947 roku na stałe powróciła do Chile. Złożyła wniosek o przyjęcie do pracy u narodowego przewoźnika, LATAM Chile, lecz w odpowiedzi usłyszała, iż nie zatrudniają kobiet w charakterze pilota. Do 1949 roku była zatrudniona jako pilot u prywatnego przedsiębiorcy, a następnie latała dla komercyjnej linii Lipa-Sur.  
Po zakończeniu pracy dla Lipa-Sur otworzyła własną szkołę lotniczą zajmującą się szkoleniem pilotów i została pierwszą w Chile kobietą pracującą jako kontrolerka ruchu lotniczego, gdzie pracowała przez ponad czterdzieści lat. W międzyczasie awansowała, szczególnie ze względu na swoje umiejętności w zakresie radarów, i została mianowana pułkownikiem chilijskich sił powietrznych. Na emeryturę odeszła w wieku 81 lat.  
Zmarła 5 lutego 2018 roku w szpitalu w Santiago. 

## Odznaczenia
W 1946 roku została damą orderu Legii Honorowej, zaś w 2007 dowódcą Narodowego Zakonu Legii Honorowej. W 2009 roku Duhalde otrzymała Odznakę Weterana od ambasadora Wielkiej Brytanii w Santiago Howarda Drake'a za „pracę w brytyjskim pomocniczym transporcie lotniczym podczas II wojny światowej”. Odznaczona została także Medalem Pamiątkowym Ochotników Wolnej Francji oraz francuskim krzyżem wojennym Croix de guerre 1939-1945. 